# Macrotarsipus similis
Macrotarsipus similis là một loài bướm đêm thuộc họ Sesiidae. Nó được tìm thấy ở Thái Lan và Indonesia (Java). Môi trường sống là rừng nhiệt đới tối.
Sải cánh dài 18-18,5 mm. Con trưởng thành bay vào giữa tháng 8 và tháng 10 ở Thái Lan giữa tháng 3 ở Java.